# Церковь Святого Марка (Белград)
Церковь Святого Марка (серб. Црква Светог Марка) на Ташмайдане строили с 1931 по 1940 год в непосредственной близости от старой церкви 1835 года по планам архитекторов Петра и Бранка Крстичей. Храм оформлен в сербско-византийском стиле. В отношении общего строительного решения, архитектурных форм и полихромии фасадов этот храм проектировали по образцу церкви монастыря Грачаница. Памятник культуры.

## История
Церковь Святого апостола и евангелиста Марка в Белграде находится на плато, примыкающем к северо-западному краю парка Ташмайдан (старый карьер). Существующая сегодня церковь была построена в непосредственной близости бывшей небольшой кладбищенской часовни Святого Марка времен Милоша Обреновича, построенной в 1835 году на фундаментах ещё более старой палилулской цркви, перед которой был прочитан Хатт-и Шариф турецкого султана от 1830 года о независимости и устройстве Княжества Сербии.
Возведение церкви Святого Марка началось во время правления Александра I Карагеоргиевича, строительство продолжалось долго и с задержками в период 1931—39 годы. Работы по внутреннему убранству, начавшиеся в 1940 году, были приостановлены в начале Второй мировой войны.

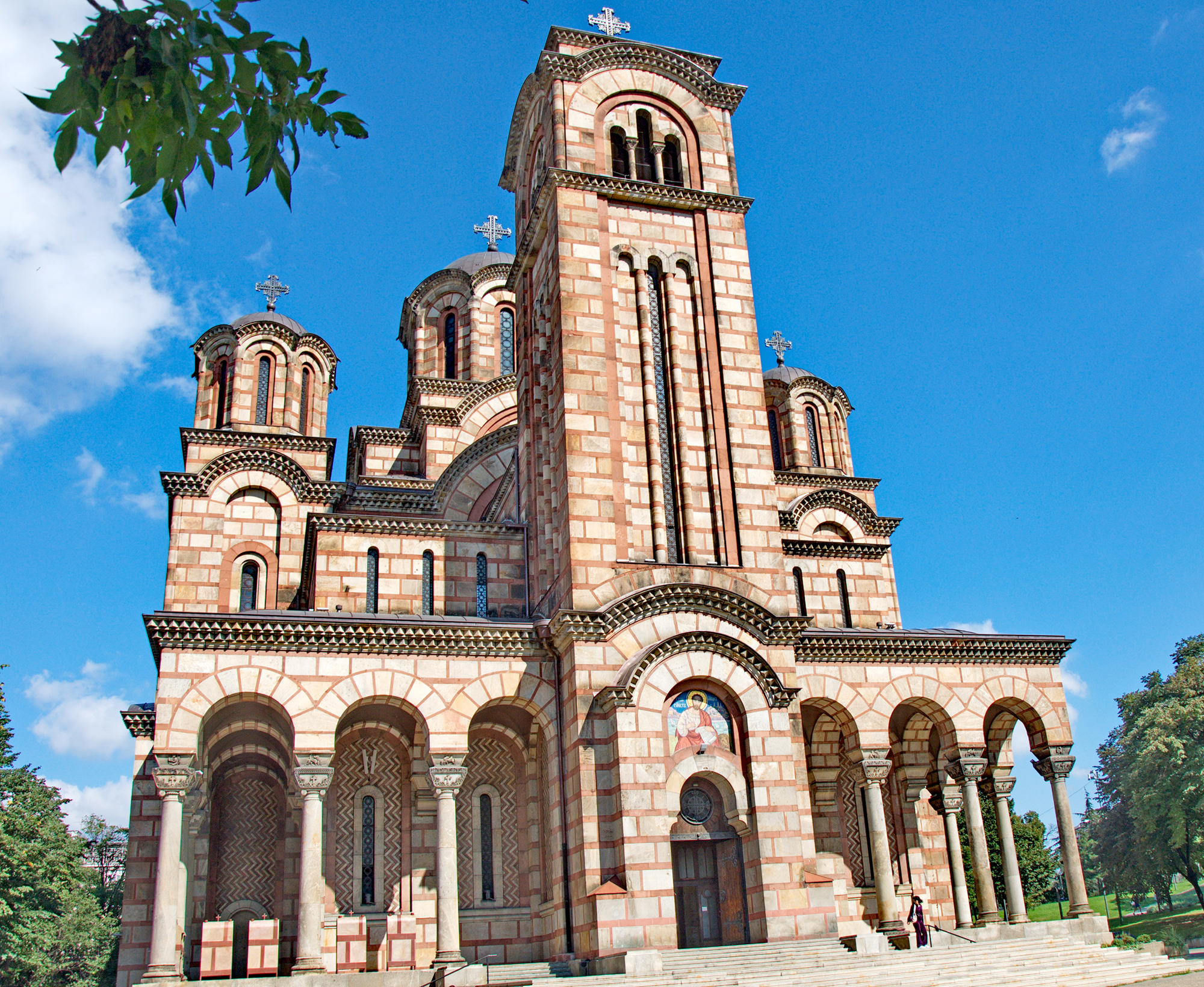
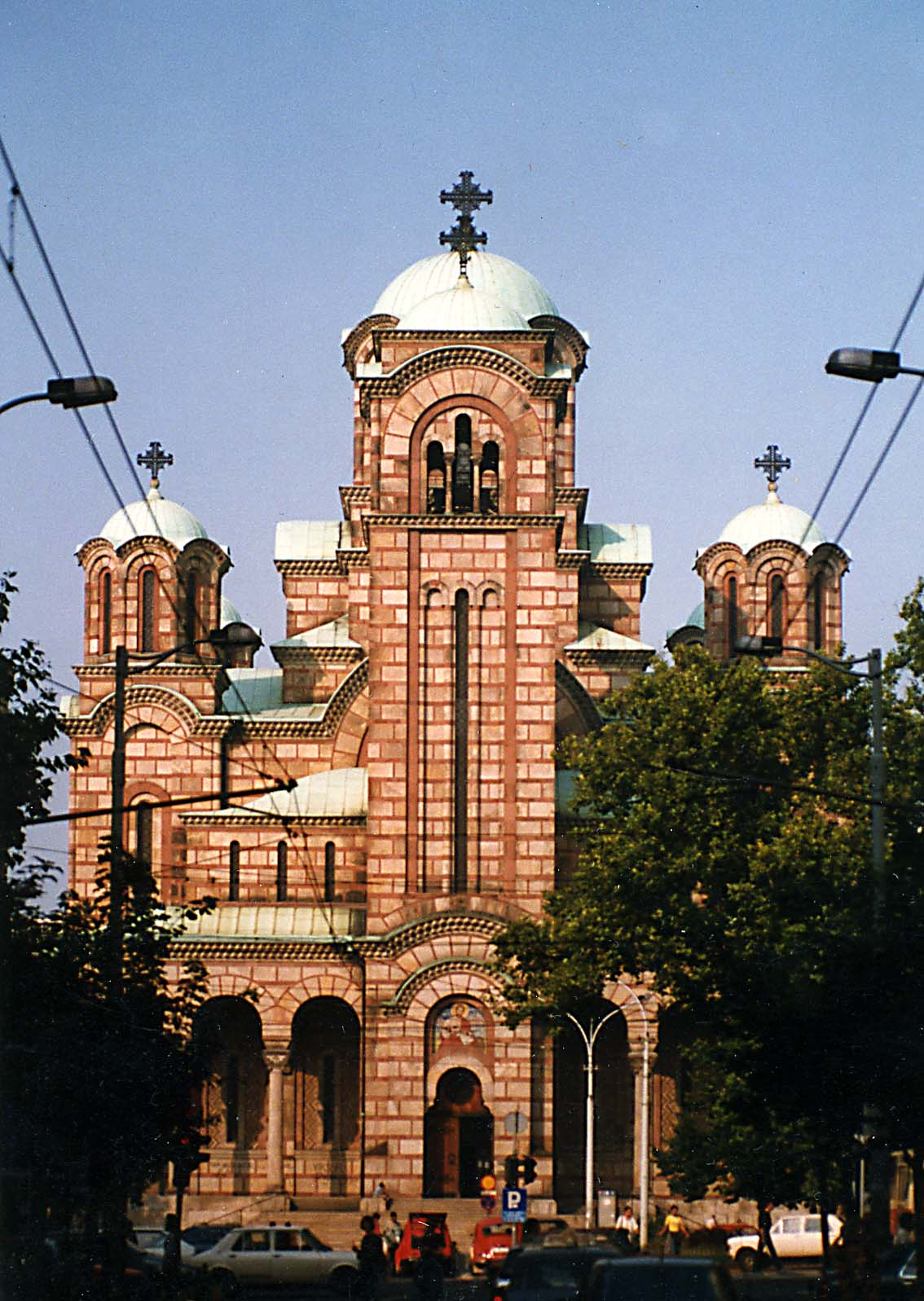
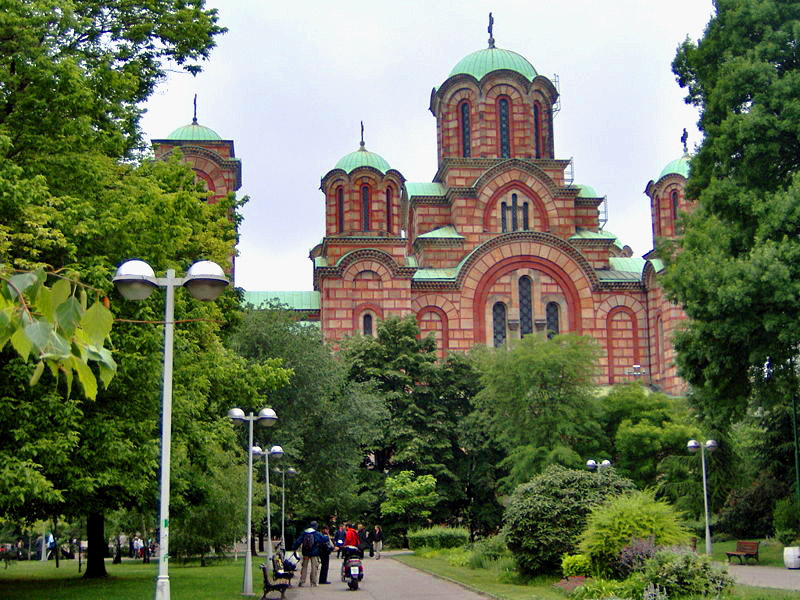
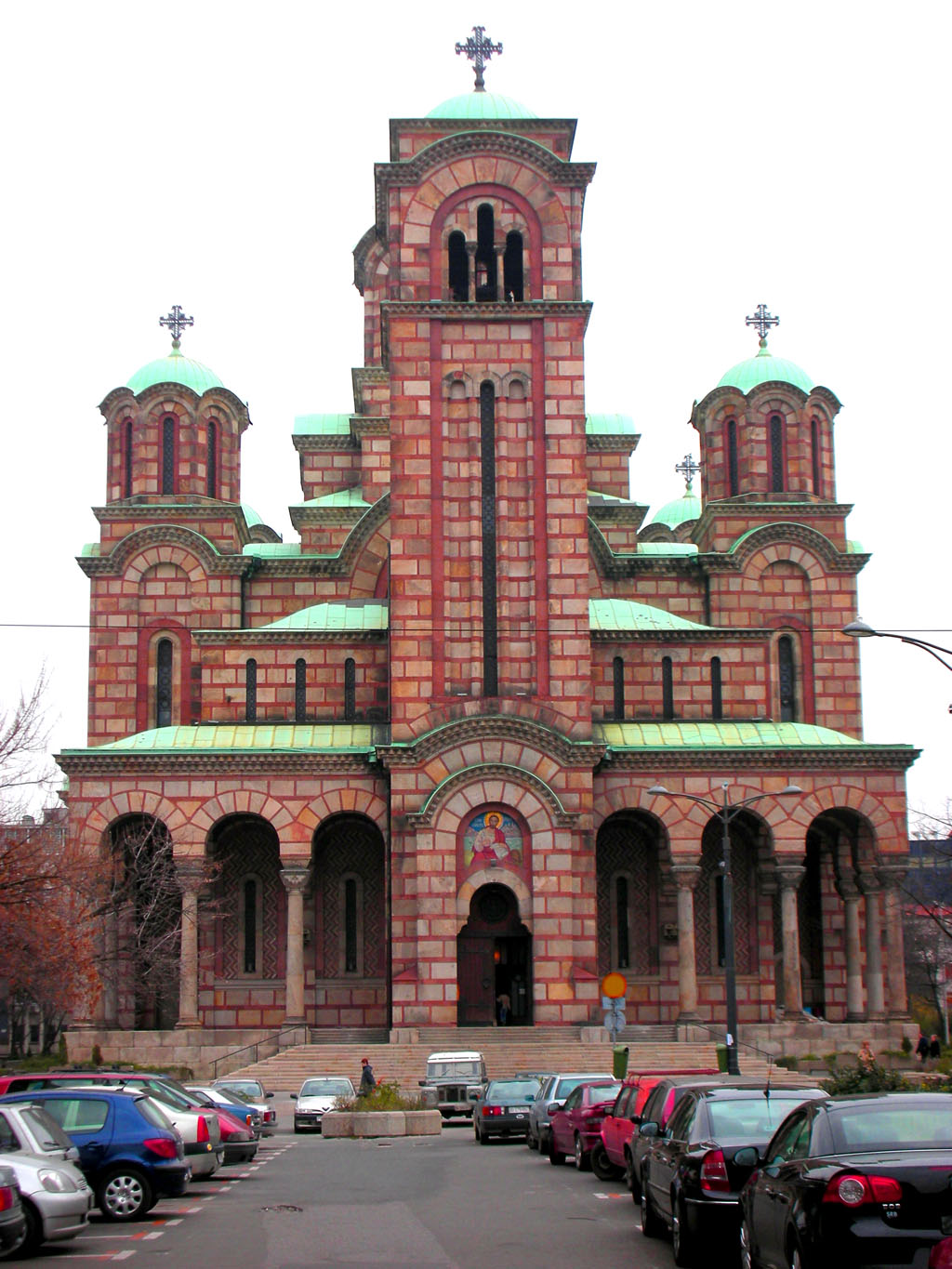

## Архитектура и внутреннее убранство
Церковь оформляли в сербско-византийском стиле, основываясь на традиции, согласно которой возводили все церкви в современную эпоху в Сербии, с сохранением всех характеристик церковной средневековой архитектуры. Церковь Святого Марка, имеющая в плане двойной крест, заметный в сводах, имеет притвор с галереей и высотной колокольней, пятигранную алтарную апсиду и пять куполов. Она стала «первым сакральным сооружением, построенным по образцу византийской архитектуры, выполненный с применением железобетонного каркаса», с центральным отоплением и электрическими колоколами -настоящее сочетание сербско-византийского наследия и современных технических достижений. Фасады оживлены применением трех видов камня: светлого беловодского песчаника (Беле-воде, г. Крушевац) и красного грзанского камня (Грзе, г. Парачин). Размеры храма 65×42 м, высота 60 м, диаметр главного купола 10 м.
Архитекторы братья Крстичи вдохновились Грачаницей, однако воплотили её в грандиозных масштабах и пропорциях, следуя идее о назначении этого храма, который был призван служить новым собором города Белграда — столицы Королевства Югославии, и в котором могло бы разместиться больше количество людей по случаю больших государственных праздников Церковь Святого Марка, после храма Святого Саввы, является наиболее монументальным и последним удавшимся сооружением позднего периода национального стиля в сербской архитектуре. Внутри храма, перед алтарем, с южной стороны установлены кафедры для патриарха и короля. Мозаика, изображающая покровителя церкви Святого апостола Марка над главным входом выполнил живописец Велько Станоевич в 1962 г., а мраморный иконостас проектировал архитектор Зоран Петрович в 1991/92 гг., на котором спустя четыре года были установлены мозаичные иконы, произведение живописца Джуро Радуловича.
Ввиду особых архитектурных и градостроительных качеств, по Решению Института по охране памятников культуры города Белграда за № 1509/1 от 20.10.1975 года, церковь Святого Марка в Белграде была объявлена памятником культуры города Белграда.
В южной части наоса находится саркофаг с костями царя Душана, перенесенными туда в 1927 г., благодаря теологу и историку Радославу Груичу, из царской задужбины — монастыря Святых Архангелов под г. Призрен, сначала Патриархию, потом в 1968 г. в церковь Святого Марка. На северной стороне расположена гробница из белого мрамора, в которой покоятся земные останки патриарха Германа Джорича. Последний король династии Обреновичей, король Александр Обренович и его жена Драга Машин похоронены в склепе церкви, в котором, кроме них, покоятся ещё несколько епископов и членов династии Обреновичей: епископ нишский Виктор, шабацский Гаврило, тимокский Мойсей и митрополит Феодосий, а также первый ктитор малой церкви, купец Лазар Панча. Кроме королевской четы, в склепе расположены также гробницы князя Милана М. Обреновича, Анны Й. Обренович и княжича Сергия М. Обреновича.
В церкви хранится одна из самых богатых коллекций сербских икон XVIII и XIX веков.
В непосредственной близости нынешней церкви святого Марка в Ташмайдане, в 1830 году, был прочитан Хатт-и Шариф султана о признании автономии Сербии внутри Османской империи. Рядом с нынешней большой церковью стояла старая церковь, возведенная князем Милошем, который таким образом отметил данное место. Старая церковь была разрушена в время бомбардировок Белграда 1941 года, остатки церкви увезли в 1942 году.

## Галерея

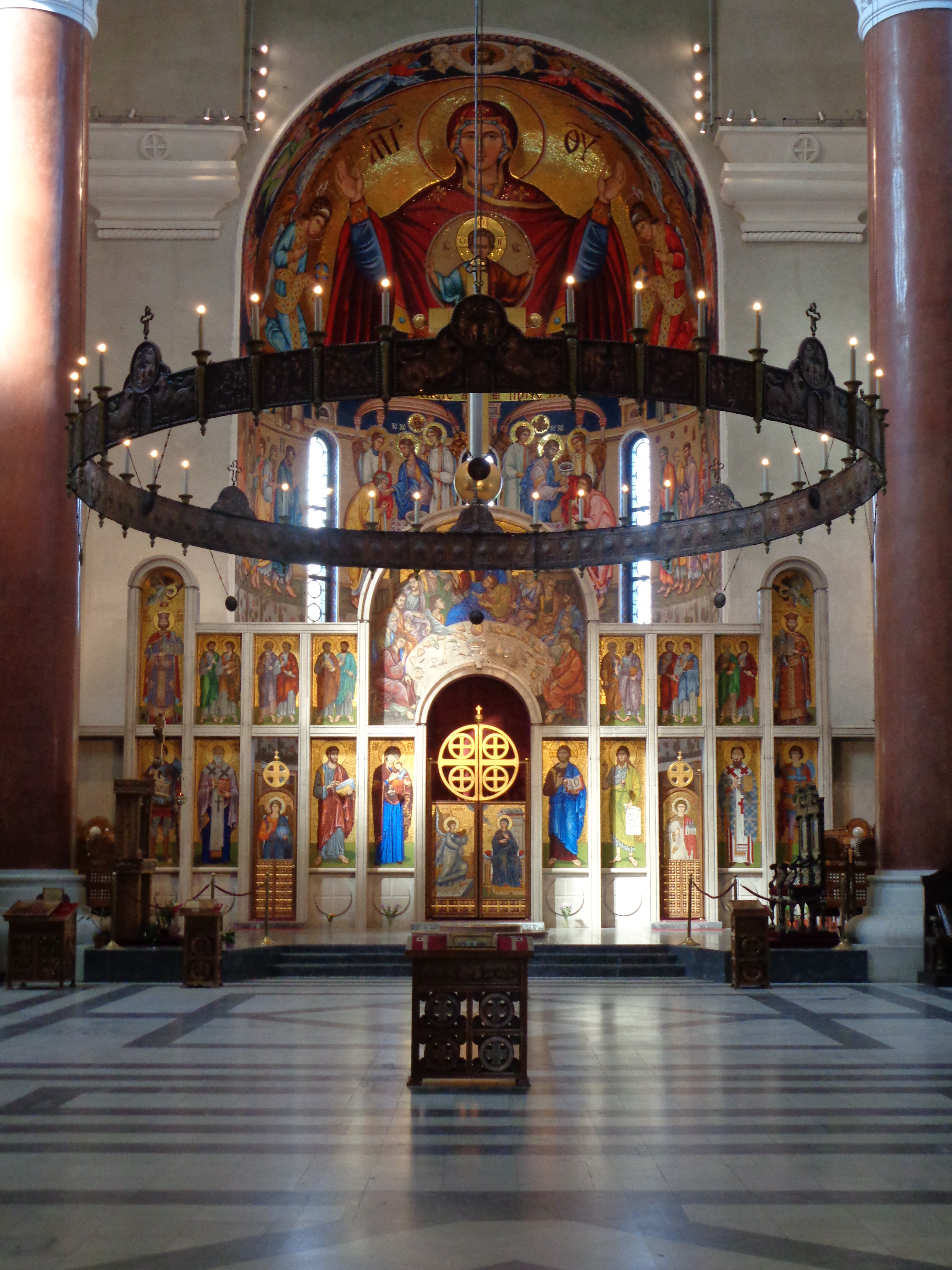
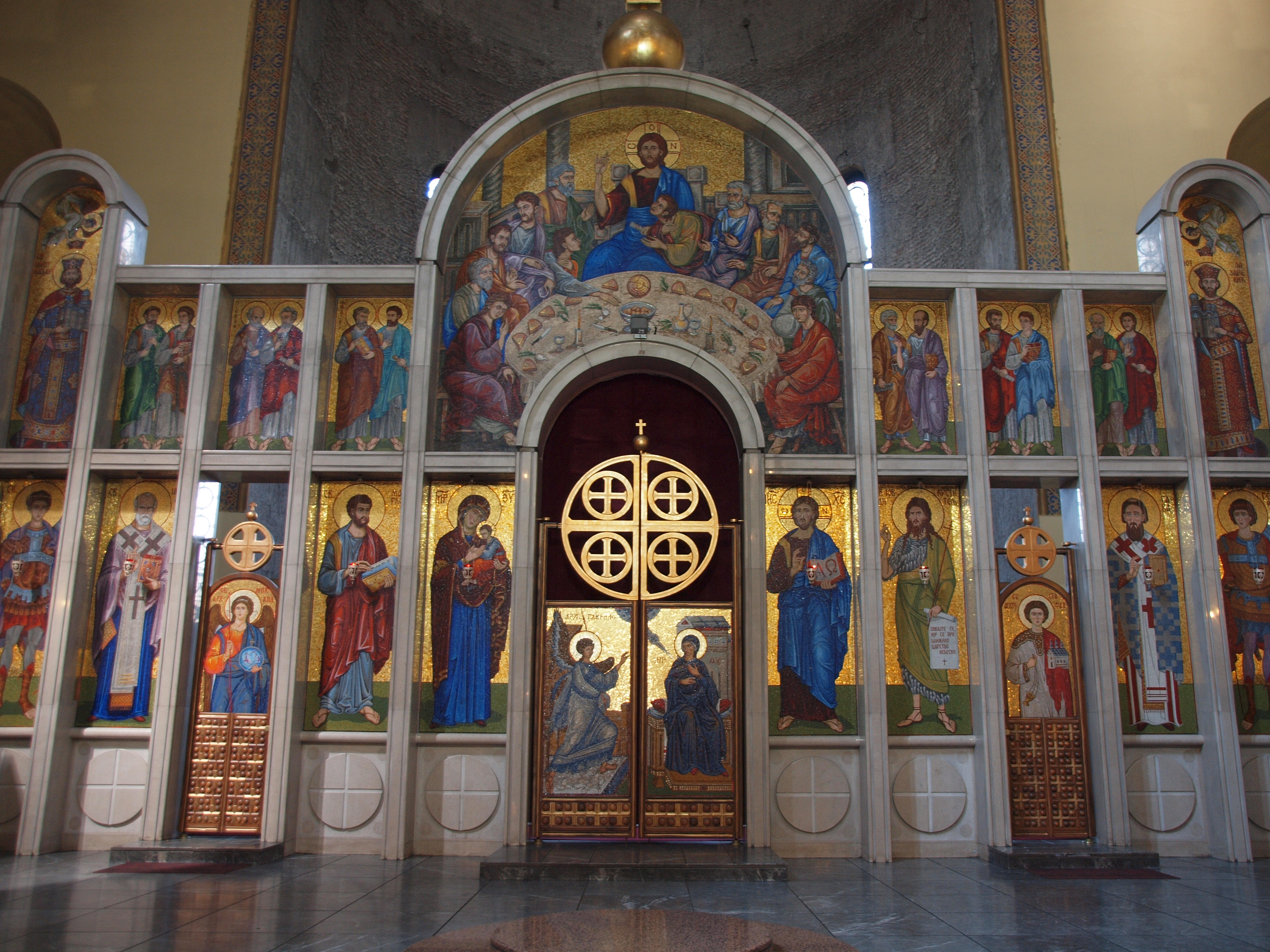
Иконостас
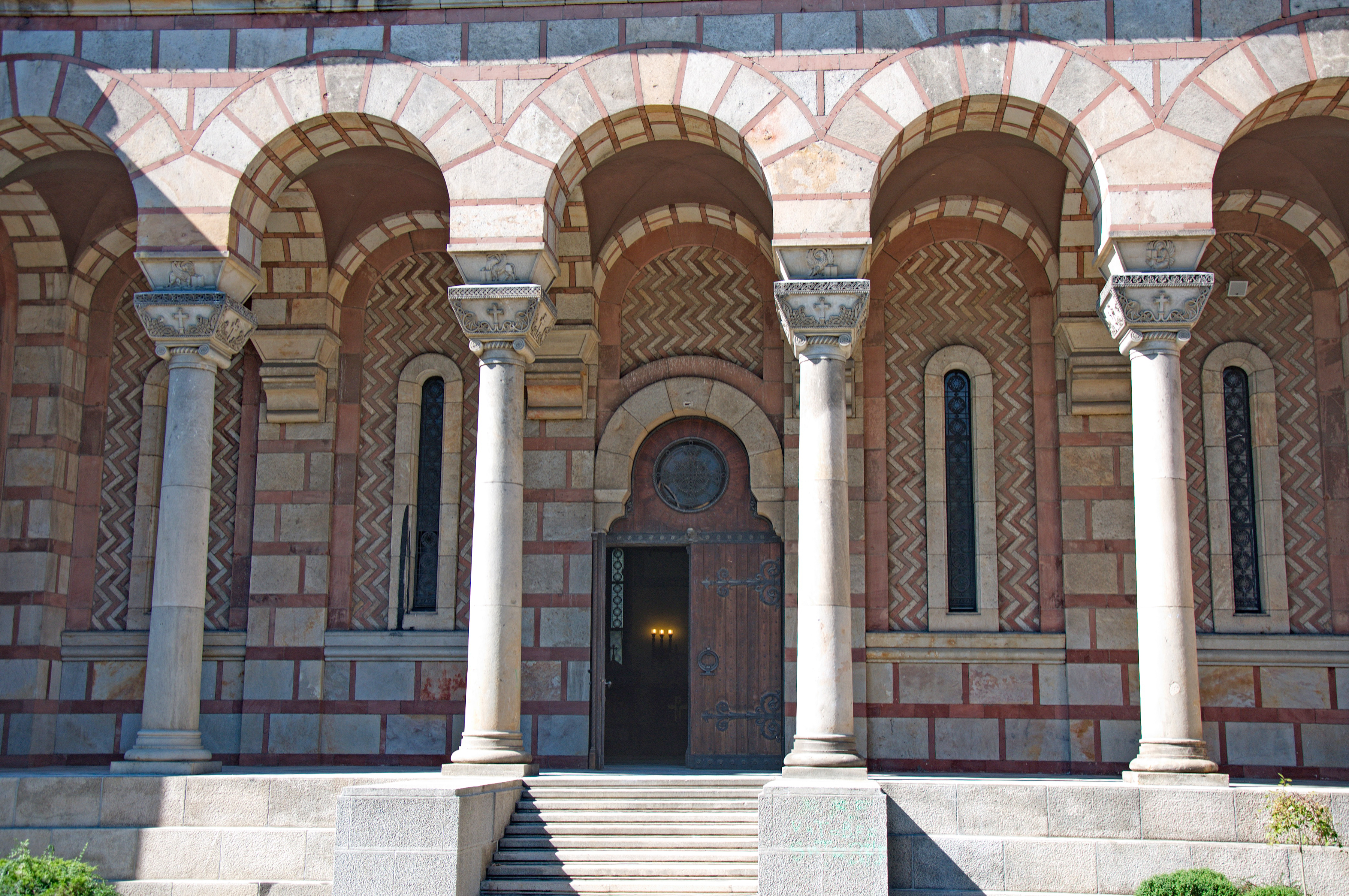
Вход в церковь
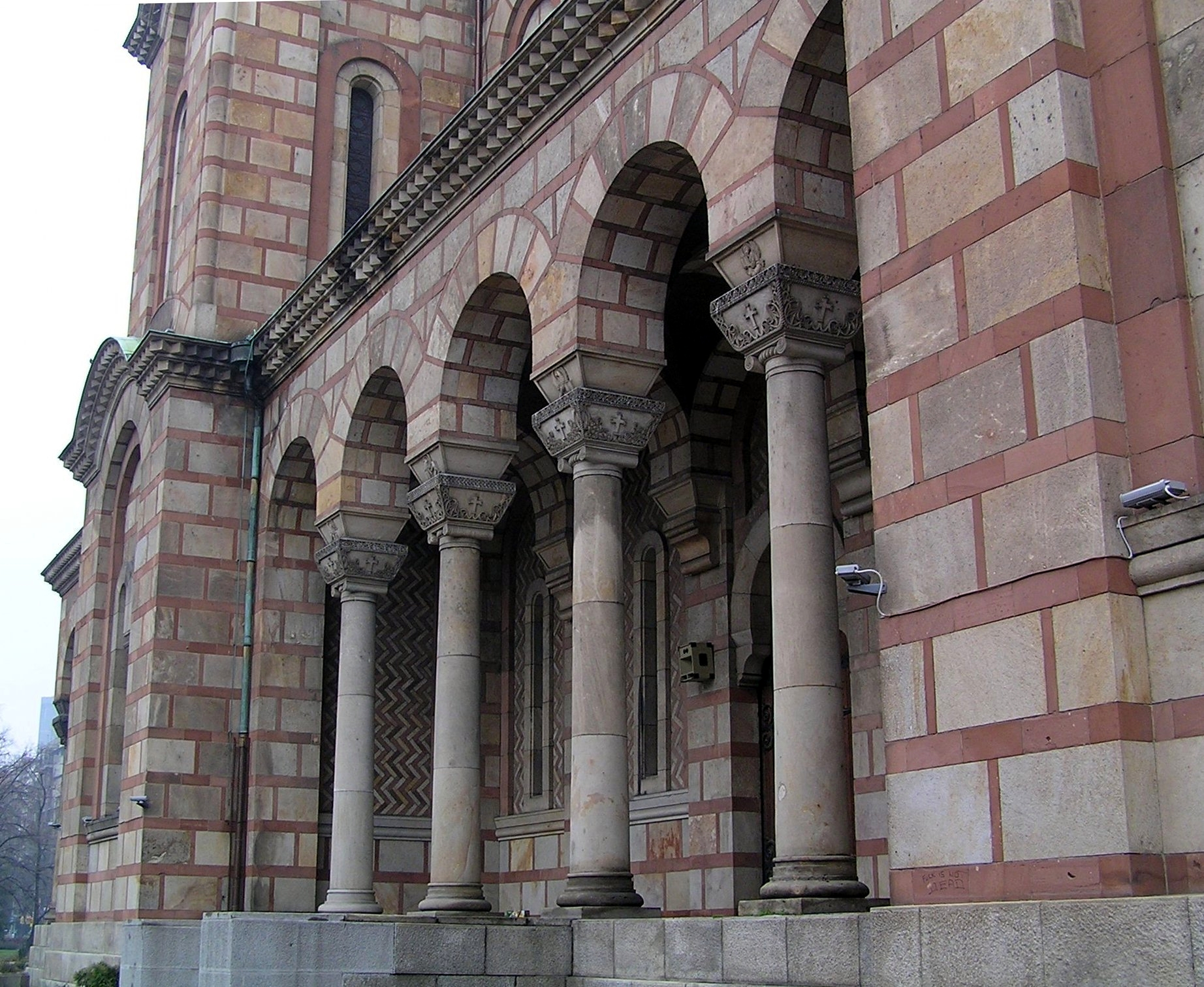
Деталь